# Паралелен внос
Паралелен внос е понятие от областта на международната търговия и защитата на интелектуалната собственост.

## Същност на паралелния внос
Паралелен внос наблюдаваме, когато в дадена страна се внасят оригинални стоки, носещи запазена търговска марка, произведени съгласно изискванията на собственика на марката, но се разпространяват без неговото разрешение в страната, в която са внесени. Тези стоки обикновено преди това са продадени на пазар в страна, различна от страната на вноса. Вносът на такива продукти се осъществява от търговци, които не са официални представители на съответната марка в съответната държава. Характерно за тези стоки е, че много често продажбената им цена в страната на внос е по-висока от цената в страната на износ.

## Защита на марката и конкуренцията

### Монопол и конкуренция
Собственикът на търговска марка има изключителни права върху стоките, носещи марката, осигурени от законовата защита на търговската марка. Тази законова защита има за цел да насърчи инвестициите в продуктите, носещи марката, да гарантира възвръщаемост на вече вложените инвестиции и най-вече да създаде монопол на собственост върху марката и произведените продукти.
Монополът обаче ограничава свободното движение на стоки (най-често сегментиране на пазара). С ограничаването на свободното движение на стоки се нарушават интересите на търговците на дребно, като закупувайки такъв вид стока търговецът няма никакви права върху нея, а правата са на производителя.
В противовес на марковото право са конкурентното право и доктрината за изчерпване на правата върху стоката търговските марки. Ролята на конкурентното право не е да отнеме правата на собственика на търговската марка, а само да ги ограничи.

### Доктрина за изчерпване на правата
Доктрината за изчерпване на марковото право защитава принципите на свободното движение на стоки и свободната търговия, като определя изчерпването на правата на собственика на марката върху стоките. Съществуват два вида изчерпване на правата – национално и международно.

## Изчерпване на правата

### Национално изчерпване
При националното изчерпване на правата собственикът губи правото си на контрол над стоката, веднага след като той или упълномощен от него представител продаде стоката в държавата, където е регистрирана марката. След такава продажба всеки търговец може да осъществява паралелен внос, без да е необходимо каквото и да е разрешение от собственика на търговската марка.

### Международно изчерпване
При международното изчерпване на правата собственикът губи правото си на контрол над стоката първото пускане на пазара изобщо, т.е. след първата продажба на стоката в която и да е държава, където съответната марка е регистрирана.

## Нормативна уредба в България
Правните въпроси около паралелния внос в България са уредени от Закона за марките и географските означения (ЗМГО) и Наредбата за граничните мерки за защита на права върху интелектуалната собственост, издадена въз основа на чл. 80 от ЗМГО.
Член 13 и член 15 от ЗМГО въвеждат националното изчерпване на правата върху стоките в България, т.е. когато продуктът е вече пуснат в България от официален представител на собственика на търговската марка, той може да бъде обект на паралелен внос. След като веднъж даден продукт се продава в България, независимо дали е обект на марковото право, всеки търговец може свободно да предлага на българския пазар същия продукт, без да е необходимо да изисква разрешение от собственика на търговската марка.